# Lady Robinhood
Lady Robinhood est un film américain réalisé par Ralph Ince et sorti en 1925.

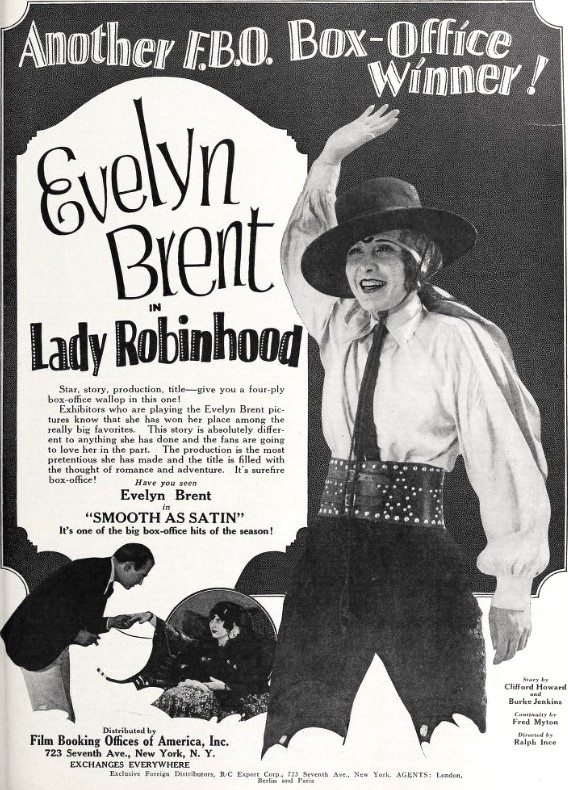
Annonce pour le film dans Exhibitors Herald.

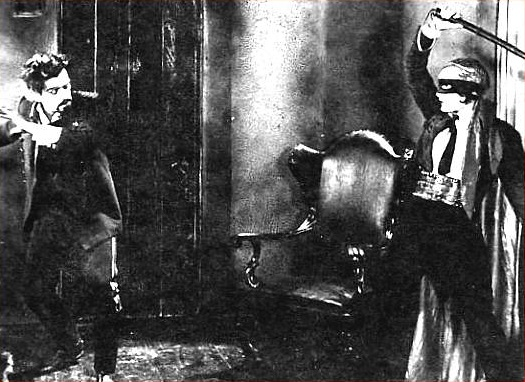
Une scène du film avec Evelyn Brent (masquée) et Boris Karloff.

Evelyn Brent y joue un double rôle, celui de la Señorita Catalina, et d'un bandit masqué

## Synopsis
Dans l'une des provinces d'Espagne, isolée par des routes impraticables, vit un peuple dirigé par un gouverneur tyrannique et son ami Cabraza. La pupille du gouverneur, Senorita Catalina, sympathise avec les paysans et les prisonniers et, en se faisant passer pour une « Robin des bois féminine », cherche à leur apporter du réconfort. Un Américain, Hugh Winthrop, entre dans la province et est capturé par la Lady Robinhood. Il s'échappe et retourne au palais du gouverneur où il remarque la ressemblance de la Senorita Catalina avec La Ortiga. Démasquée, elle fond en larmes. Chacun avoue son amour pour l'autre. Raimundo voit la scène et prévient les troupes que La Ortiga est dans le palais. Un raid s'ensuit. La Ortiga, Hugh et Marie sont capturés. La Ortiga s'enfuit vers les collines où elle rassemble son peuple et un raid est effectué sur le palais juste à temps pour empêcher la mort de Hugh et Marie. Le gouverneur finit par être capturé.

## Fiche technique
- Réalisation : Ralph Ince
- Scénario : Clifford Howard, Burke Jenkins, Fred Myton
- Photographie : Silvano Balboni
- Production : Robertson-Cole Pictures Corporation
- Distributeur : Film Booking Offices of America
- Durée : 6 bobines
- Date de sortie : 26 juillet 1925

## Distribution
- Evelyn Brent : Señorita Catalina / La Ortiga
- Robert Ellis : Hugh Winthrop
- Boris Karloff : Cabraza
- William Humphrey : le gouverneur
- D'Arcy Corrigan : Padre
- Robert Cauterio : Raimundo

## Autour du film
Des photographies extraites du film sont exposées au Metropolitan Museum of Art